# Rapport om utanförskapsområden i Sverige 2024
Rapport om utanförskapsområden i Sverige 2024 är en slutredovisning inom regeringsuppdraget Fördjupad analys om utanförskap som SCB genomförde tillsammans med Boverket 2023–2024.
Rapporten presenterades av regeringen den 13 november 2024 med slutsatsen "180 områden i Sverige har flera stora utmaningar som kan kopplas ihop med utanförskap. Områdena finns främst i de tre storstäderna och i större städer. Totalt 40 områden i 20 kommuner har genom olika analysmetoder identifierats som områden med den allra största sammanvägda problematiken."

## Utredningen
Utredningen hade som uppdrag att identifiera områden redovisade i regionala statistikområden (RegSO) där utanförskapet är särskilt stort. Uppdraget var att göra en sammanvägd bedömning av olika områdens förutsättningar, behov och problem, samt identifiera områden som har specifika behov utifrån enskilda faktorer.

### Definition av utanförskapsområde
Det finns ingen etablerad definition av vad utanförskap är. SCB och Boverket har därför använt de faktorer som nämns i regeringens uppdragsbeskrivningen för att ringa in begreppet:
- Kriminalitet
- Otrygghet
- Bidragsberoende
- Trångboddhet
- Lågt demokratiskt deltagande
- Svaga skolresultat
- Svag arbetsmarknadsetablering
- Lågt engagemang i föreningsliv och civilsamhälle
- Ohälsa

Områden med stort och särskilt stort sammantaget utanförskap har identifierats genom analys av samvariation och korrelationer mellan dessa faktorer. 

### Utredningens slutsatser
Utredningen slutsatser var att av de 3 363 RegSO som finns i Sverige har 2 795 inga stora eller särskilt stora problem. Av de 568 RegSO som hade problem hade 356 endast en begränsad problematik. I 180 områden bedömdes den sammanvägda problembilden vara stor, och dessa var belägna i storstäder och större städer.
Sannolikheten för att ett område ska ha ett särskilt stort sammanvägt utanförskap bedömdes vara störst i områden där det finns en (i rangordning):
- Högre andel med förgymnasial utbildning som högsta utbildningsnivå
- Högre andel avflyttade (glesbygd med minskande och åldrande befolkning förorsakade en större mängd ohälsa[4])
- Högre andel ensamstående kvinnor
- Lägre andel inrikes födda

Kriminalitet samvarierar mindre med utanförskapsområden än de andra angivna parametrarna ovan. I flera av de listade "problemområdena" fanns en högre andel unga vuxna och/eller studenter, vilket var kopplat till en svagare arbetsmarknad.
Otrygghet upplevdes i högre grad i områden med lägre medelinkomst. Den största orsaken till upplevd otrygghet var dock att man var kvinna (och inte man).
Deltagandet i föreningslivet var betydligt mindre i områden med en högre andel utrikes födda.

## Identifierade områden med stora utanförskapsproblem
Nedan listas de 180 områdena. De 40 områden med extra stor problematik redovisas i fetstil.

| Kommun               | Områden |
| -------------------- | --- |
| Alvesta kommun       | - Alvesta centrum |
| Avesta kommun        | - Krylbo-Isaksbo-Mästerbo |
| Bollnäs kommun       | - Gärdet |

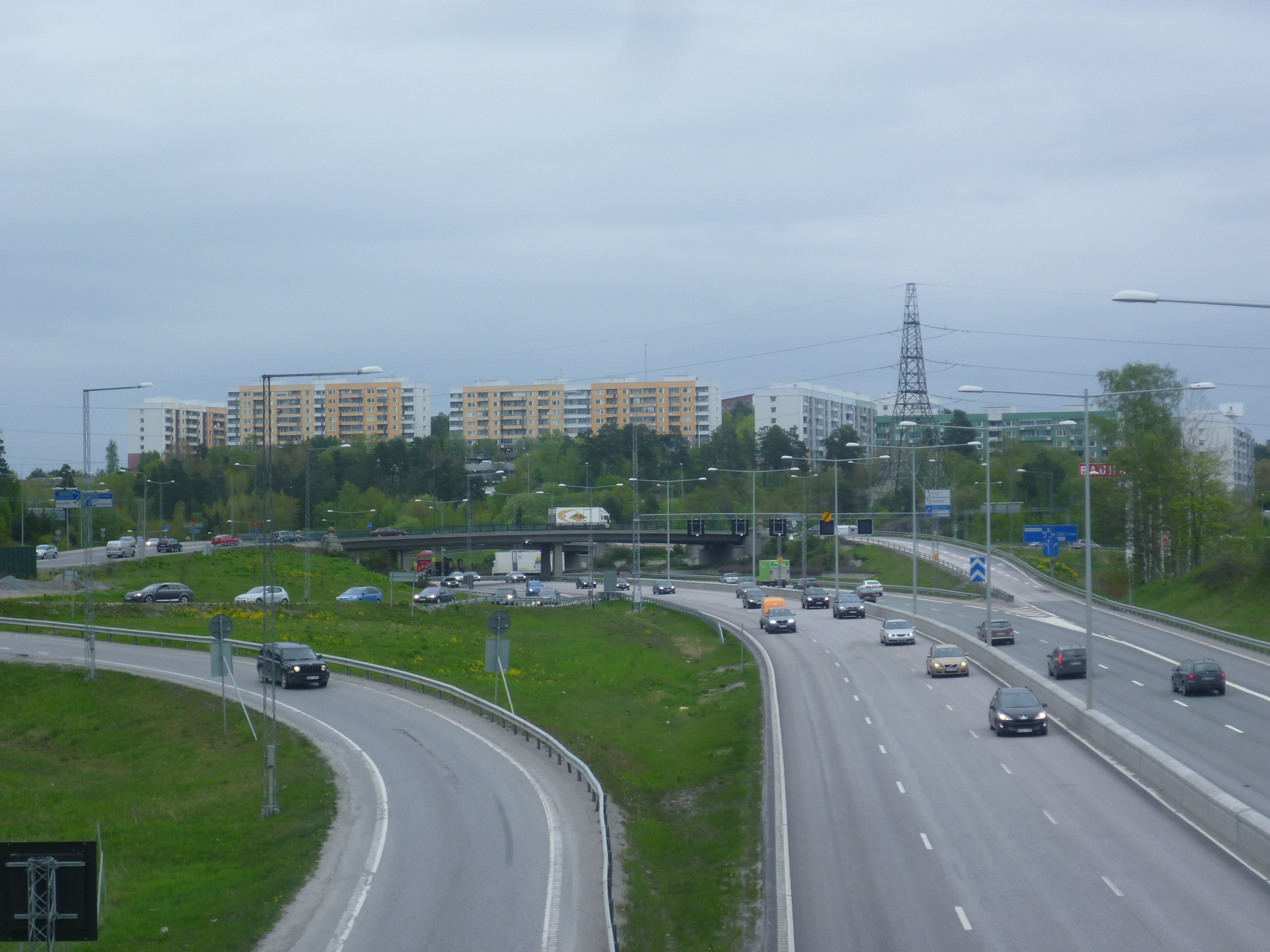
Albyberget i Botkyrka kommun.

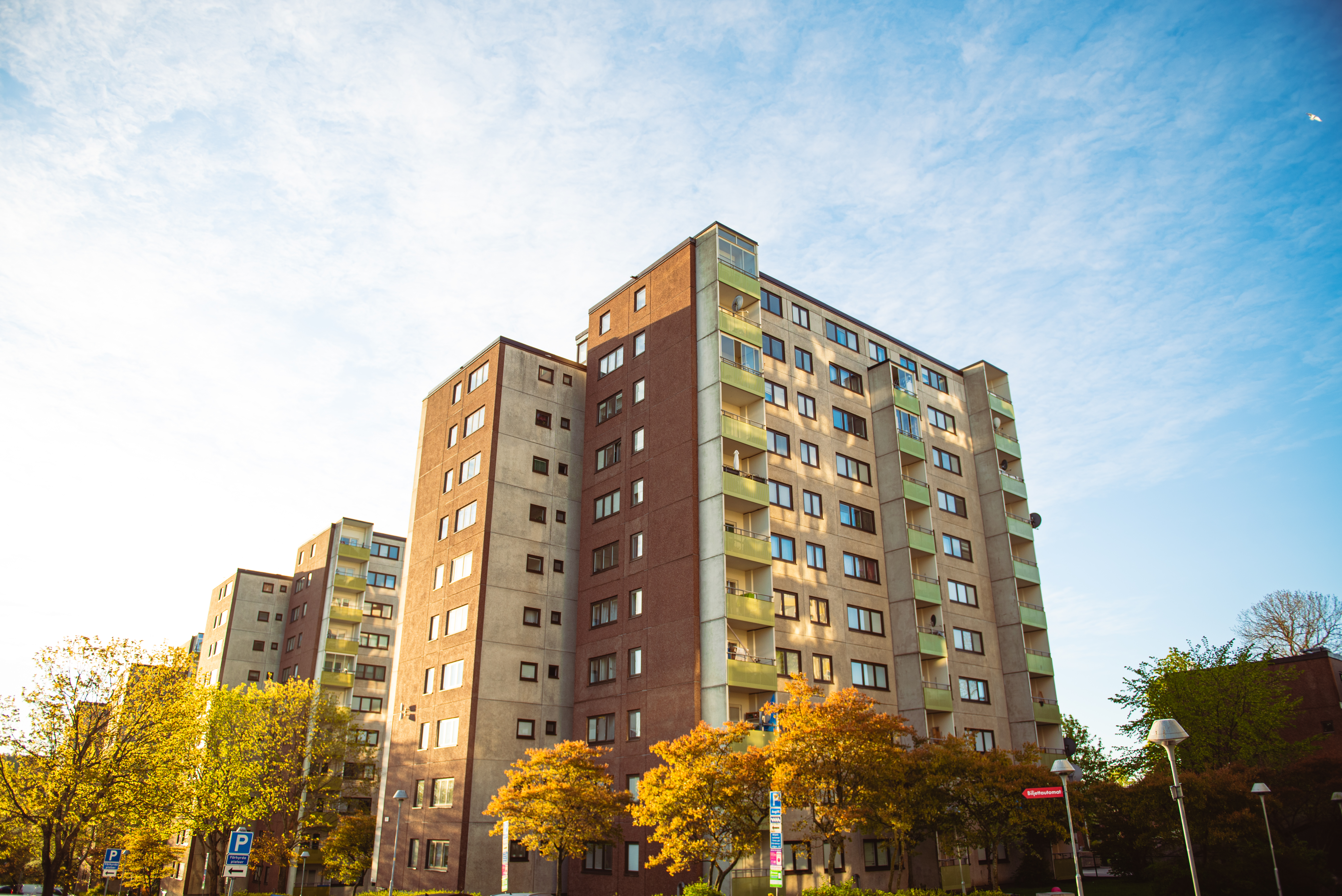
Fittja i Botkyrka kommun.

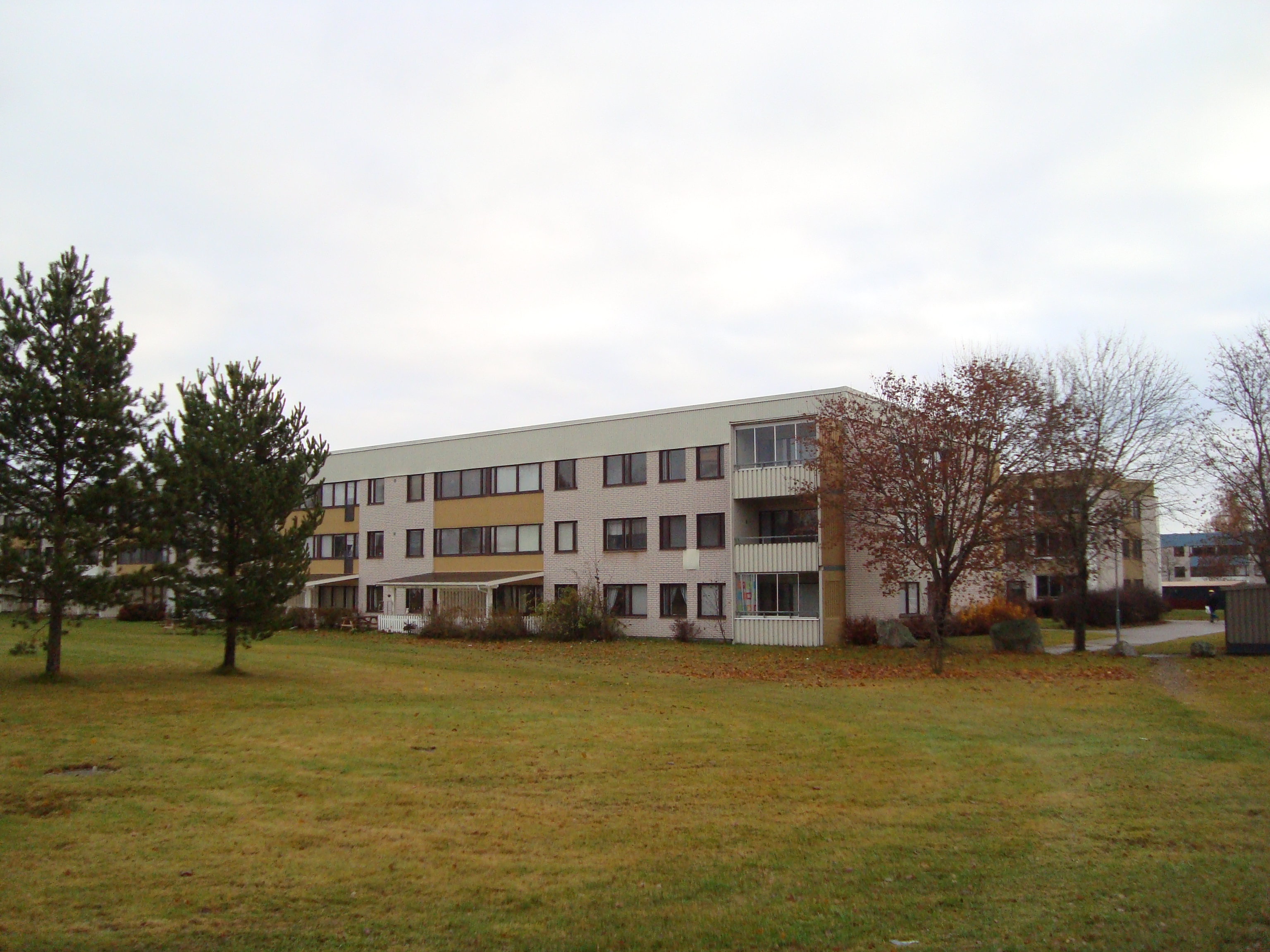
Tjärna Ängar i Borlänge.

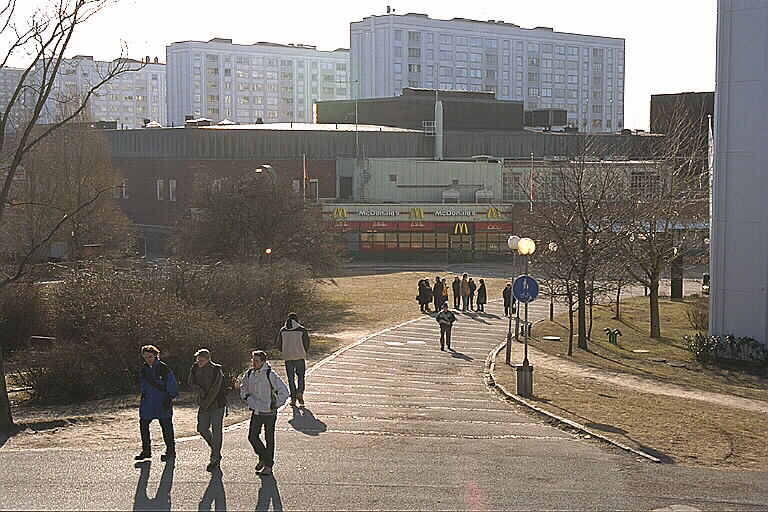
Frölunda torg i Göteborgs kommun.

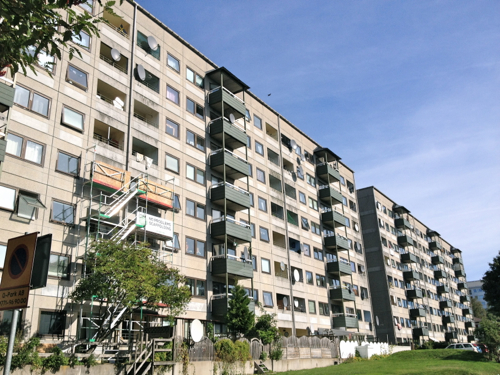
Hammarkullen i Göteborgs kommun.

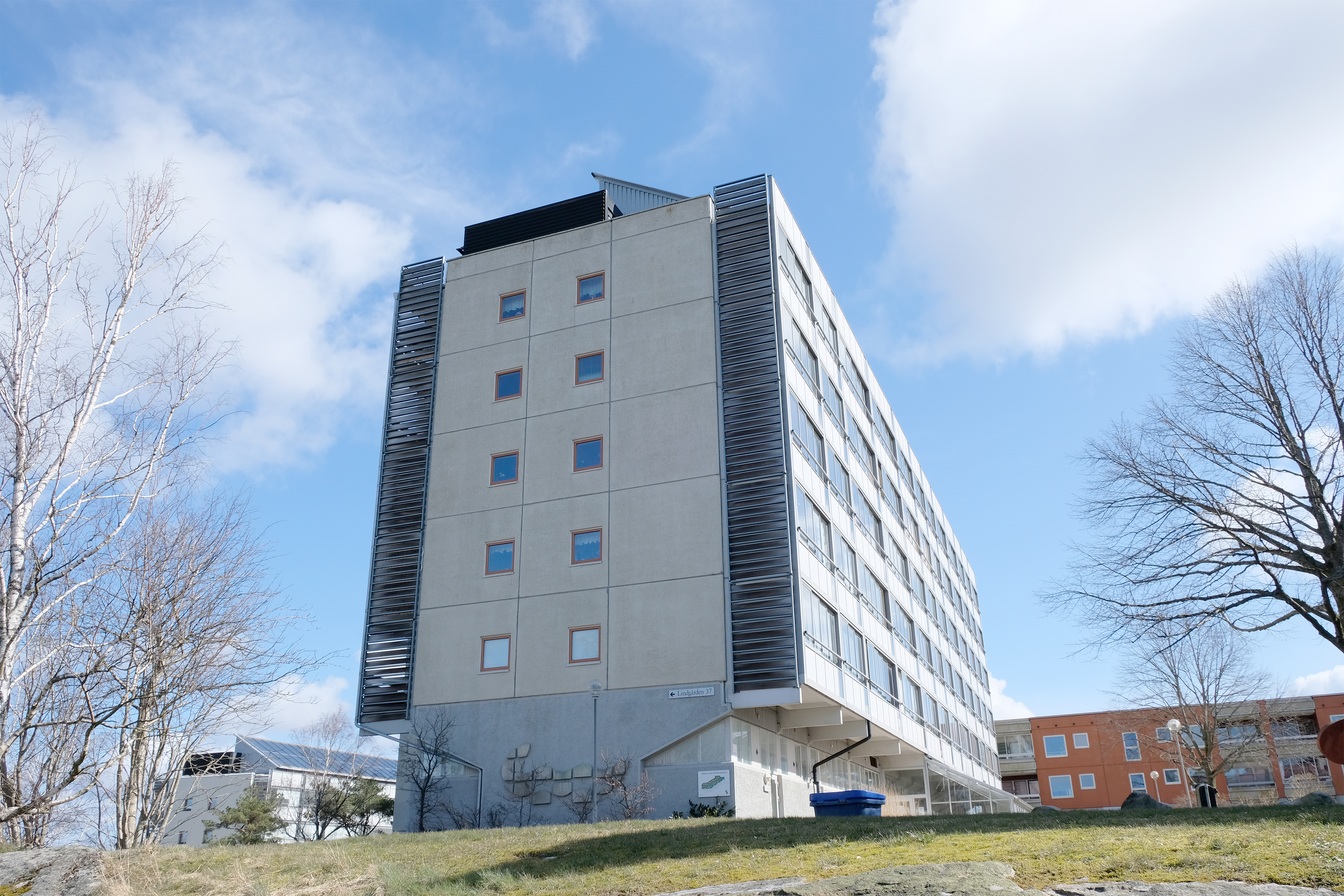
Gårdsten i Göteborgs kommun.

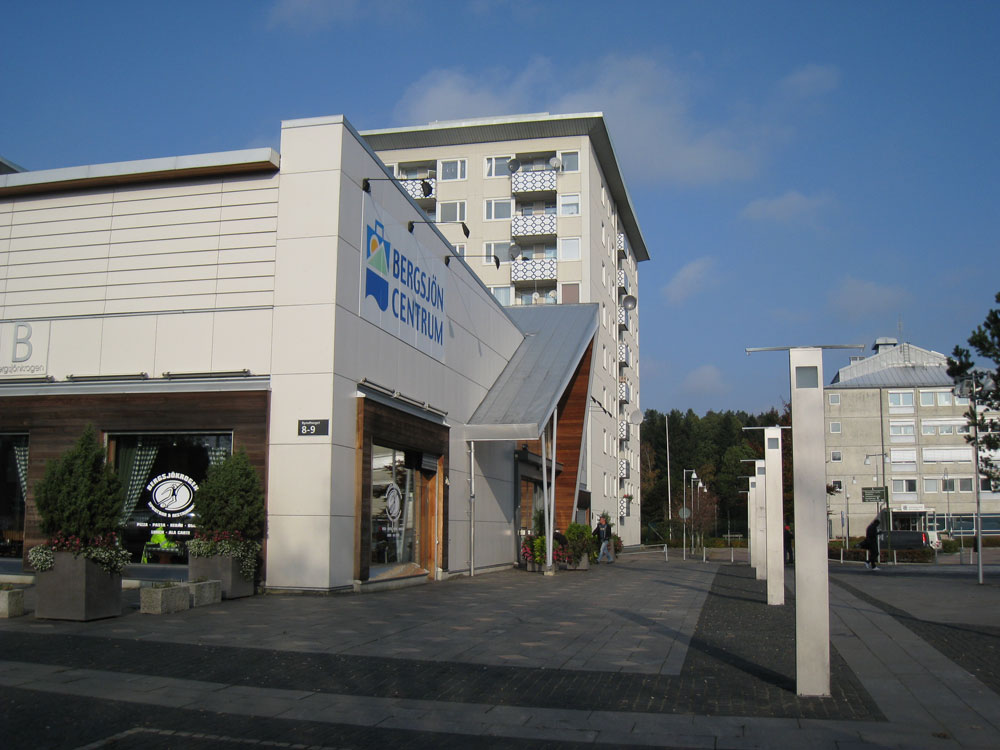
Bergsjön i Göteborgs kommun.

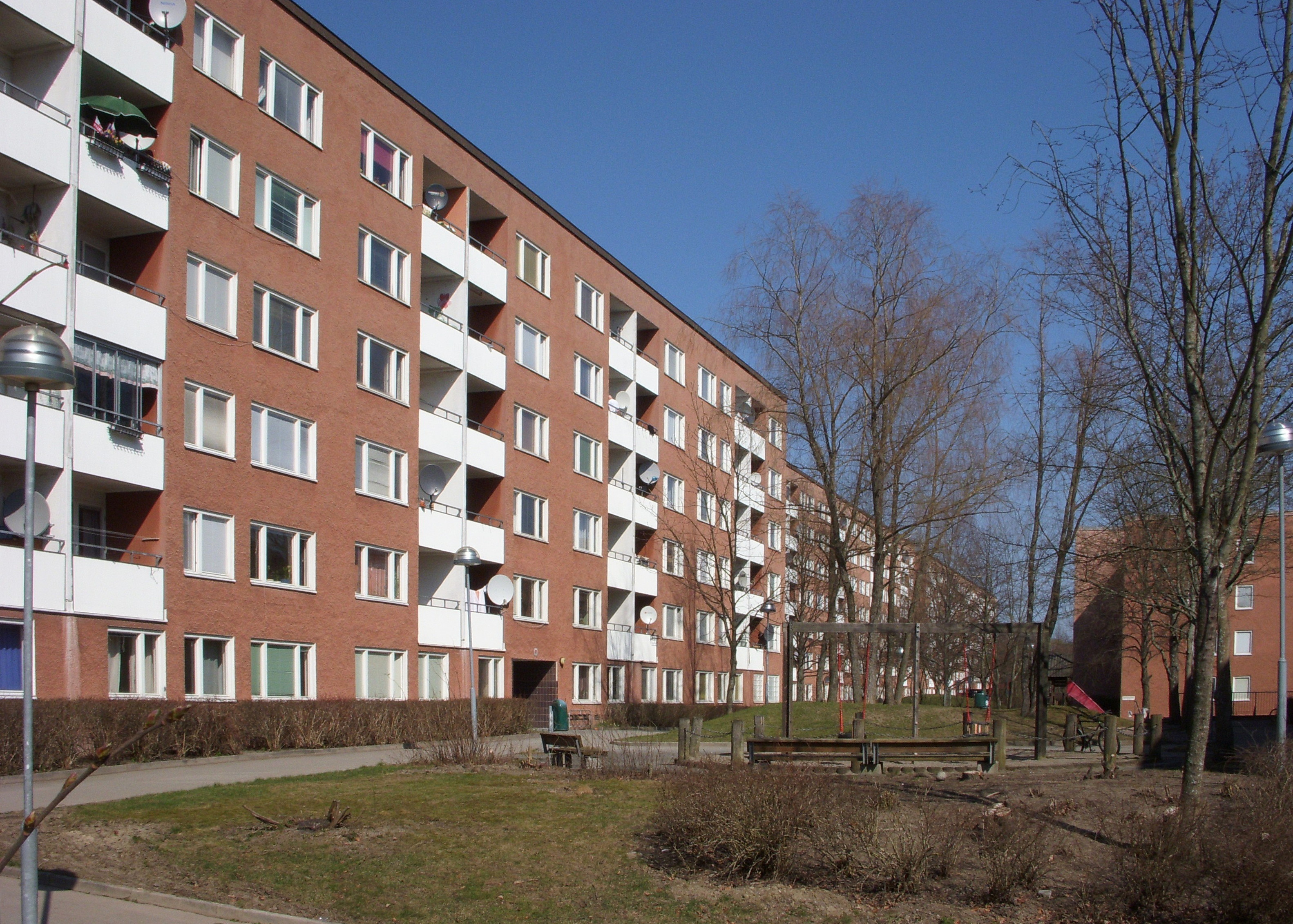
Vårby gård i Huddinge kommun.

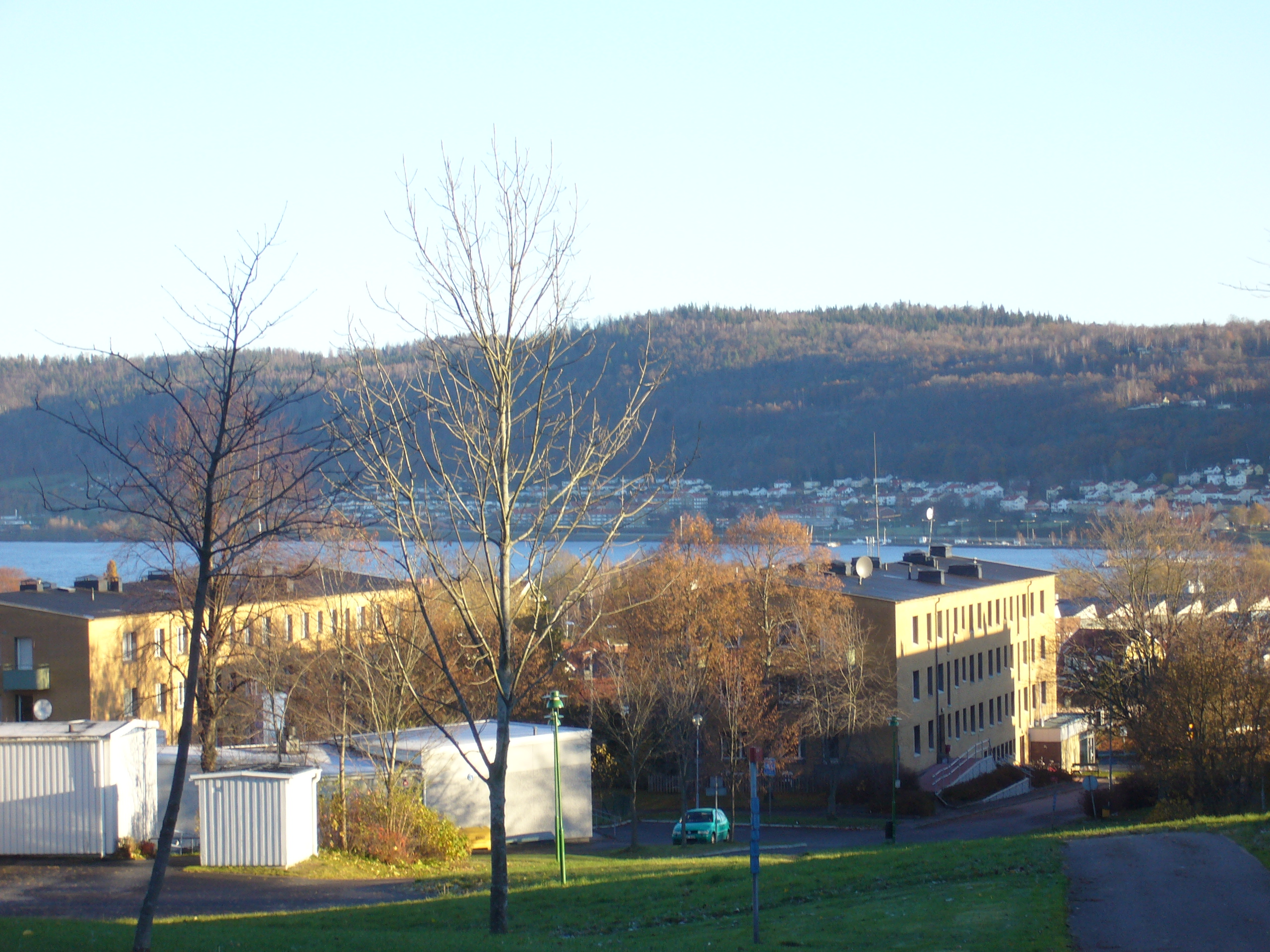
Österängen i Jönköpings kommun.

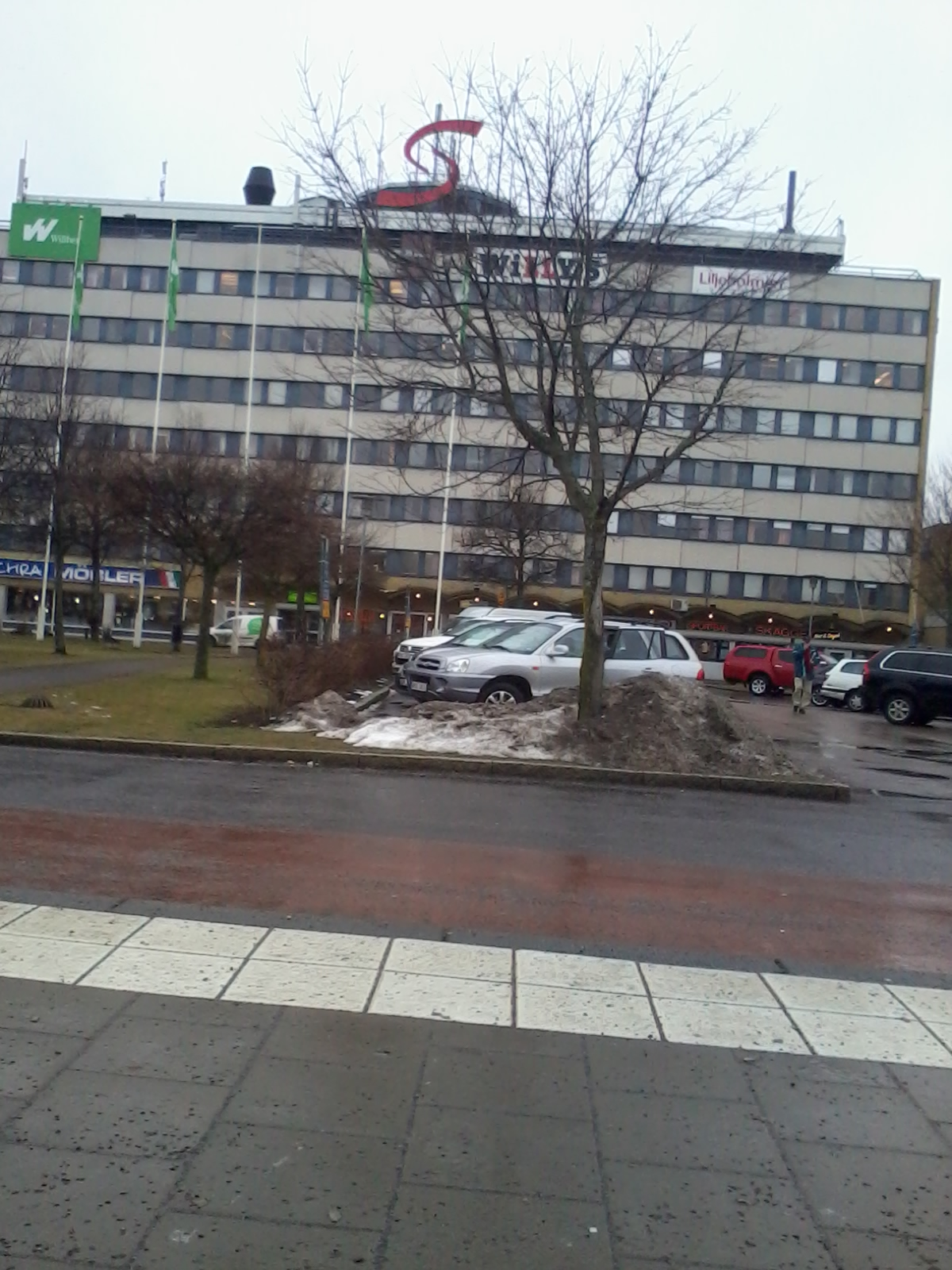
Skäggetorp i Linköpings kommun.

| Borlänge kommun      | - Jakobsgårdarna-Paradiset-Nygårdsdalen - Tjärna Ängar - Bullermyren - Södra Bullermyren-Norra Hagalund |
| Borås kommun         | - Norrby - Hässleholmen väst - Sjöbo-Johannelund |
| Botkyrka kommun      | - Albydalen - Fittja - Norsborg - Albyberget - Eriksberg-Sturehov |
| Burlövs kommun       | - Svenshög-Elisetorp |
| Eda kommun           | - Charlottenberg tätort |
| Enköpings kommun     | - Romberga |
| Eskilstuna kommun    | - Nyfors centrum-Väster - Fröslunda-Vilsta - Lagersberg-Råbergstorp - Årby-Vallby - Skogsängen-Viptorp |
| Flens kommun         | - Salsta-Centrum södra |
| Gislaveds kommun     | - Gislaved nordväst |
| Gävle kommun         | - Stigslund-Gavlehov - Andersberg |
| Göteborgs kommun     | - Lövgärdet - Kortedala sydöstra - Gårdsten nordöstra - Hjällbo västra - Bergsjön nordvästra - Hammarkullen centrala - Bergsjön Rymdtorget - Kortedala nordöstra - Svartedalen - Grevegården - Gårdsten sydvästra - Frölunda torg östra - Hammarkullen yttre - Bergsjön södra - Rannebergen södra - Skälltorp Selma Lagerlöfs torg - Eriksbo - Backa Röd - Länsmansgården södra |
| Halmstads kommun     | - Andersberg - Vallås västra - Linehed södra-Östra Stranden |
| Haninge kommun       | - Jordbro Södra - Jordbro centrala |
| Helsingborgs kommun  | - Eneborg-Högaborg - Söder-Oceanhamnen-Oljehamnen - Planteringen-Miatorp västra - Drottninghög |
| Huddinge kommun      | - Flemingsberg västra - Vårby gård - Flemingsberg östra - Vårby Udde-Duvberget |
| Hultsfreds kommun    | - Hultsfreds tätort södra |
| Hällefors kommun     | - Hällefors centrum |
| Hässleholms kommun   | - Hässleholm centrum - Hässleholm-Läreda |
| Järfälla kommun      | - Nyberg-Hammaren östra - Tallbohov - Centrala Söderhöjden |
| Jönköpings kommun    | - Österängen |
| Karlskrona kommun    | - Kungsmarken - Marieberg-Gullberna |
| Karlstads kommun     | - Kronoparken centrala |
| Katrineholms kommun  | - Nyhem-Nävertorp - Katrineholm centrum-Kerstinboda |
| Köpings kommun       | - Nibblesbacke |
| Kramfors kommun      | - Kramfors stad västra |
| Kristianstads kommun | - Gamlegården - Österäng |
| Kristinehamns kommun | - Bro |
| Kungsörs kommun      | - Kungsör centrala |
| Landskrona kommun    | - Landskrona centrum-Öster - Hyllingelyckan-Örja-Örja industriområde - Pilängen - Koppargården-Kopparhögarna |
| Lessebo kommun       | - Lessebo centralort |
| Linköpings kommun    | - Skäggetorp-Tornby |
| Ludvika kommun       | - Marnäs |
| Lysekils kommun      | - Badhusberget |

| Kommun               | Områden |
| -------------------- | --- |

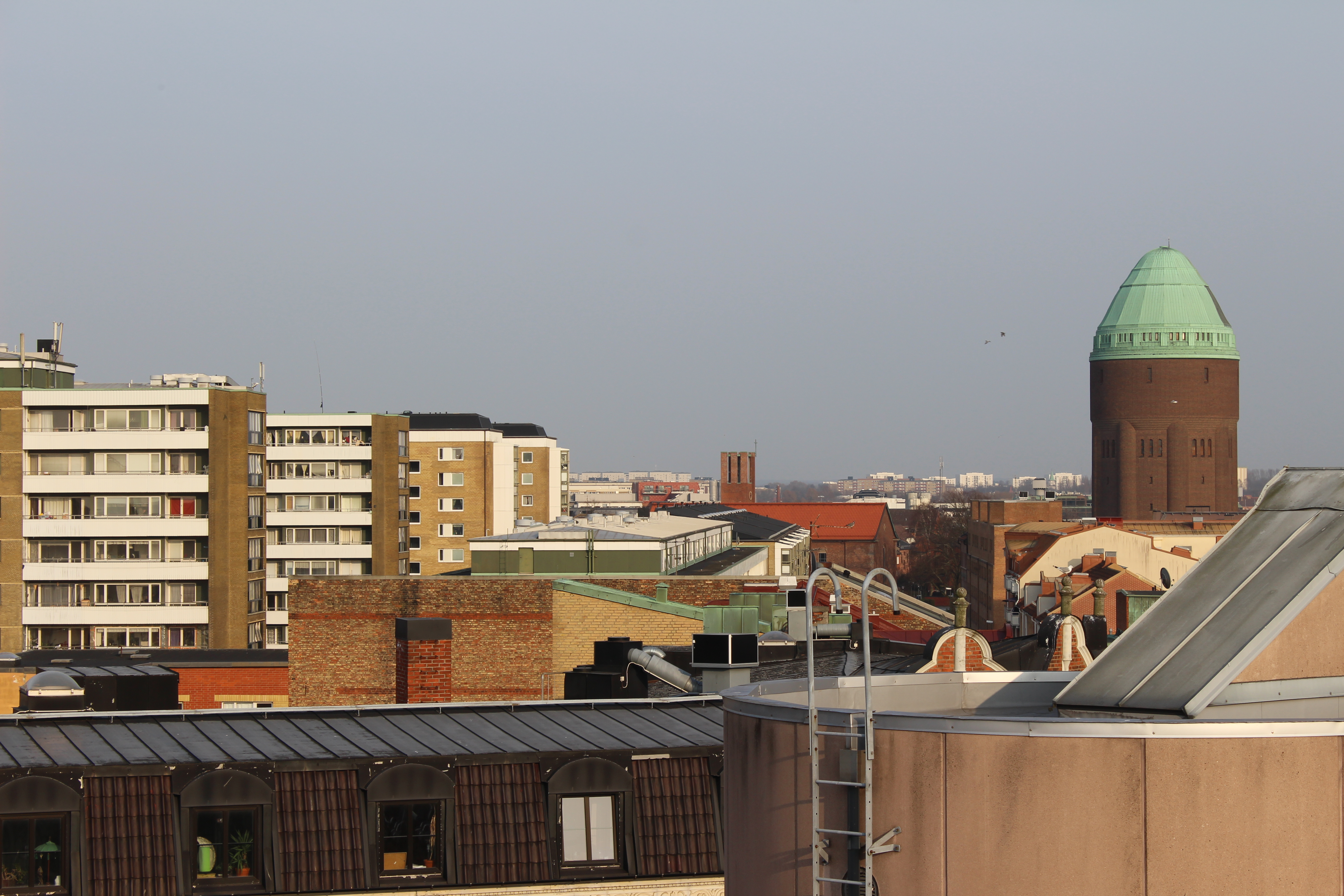
Möllevången i Malmö kommun.

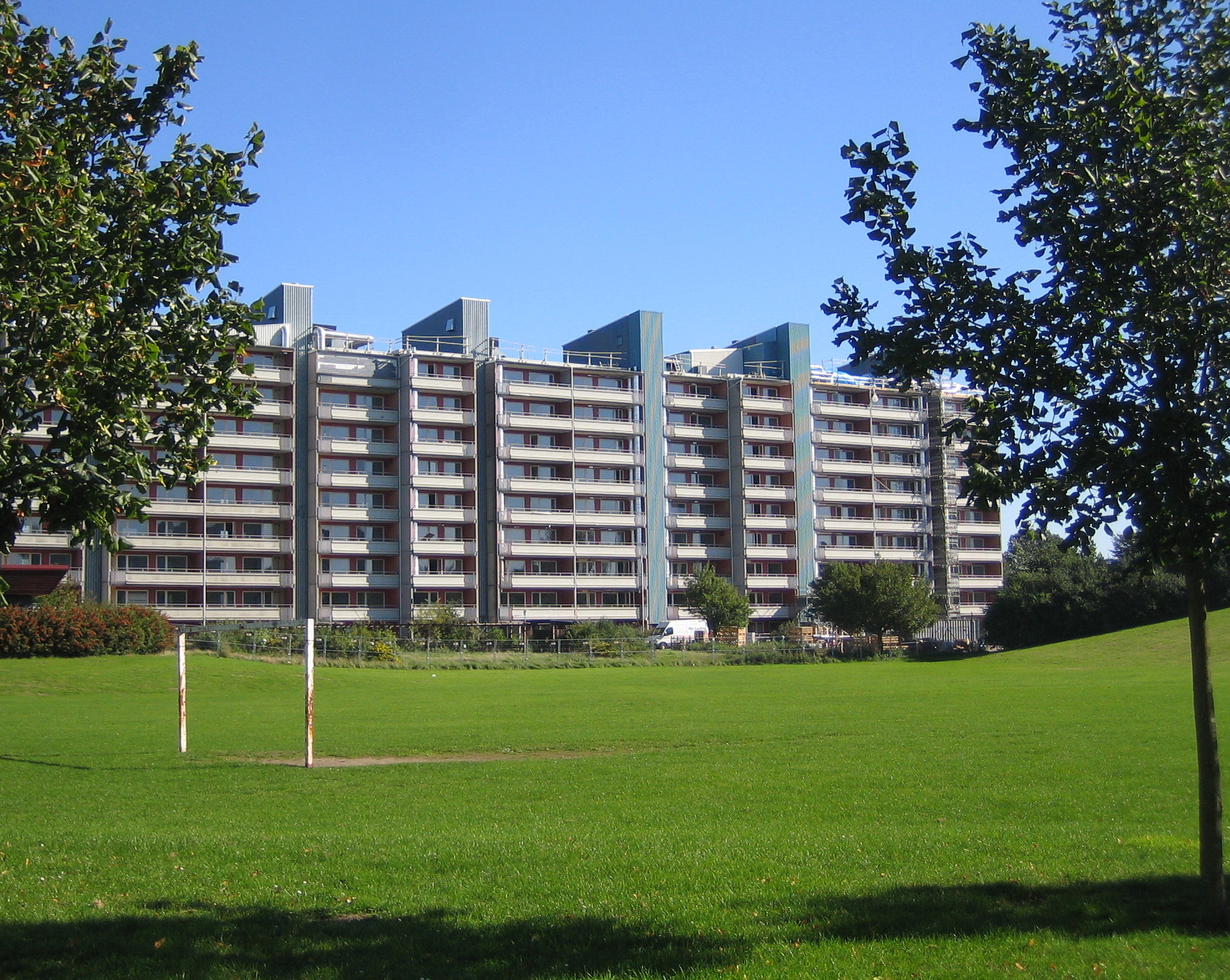
Kryddgården i Malmö kommun.

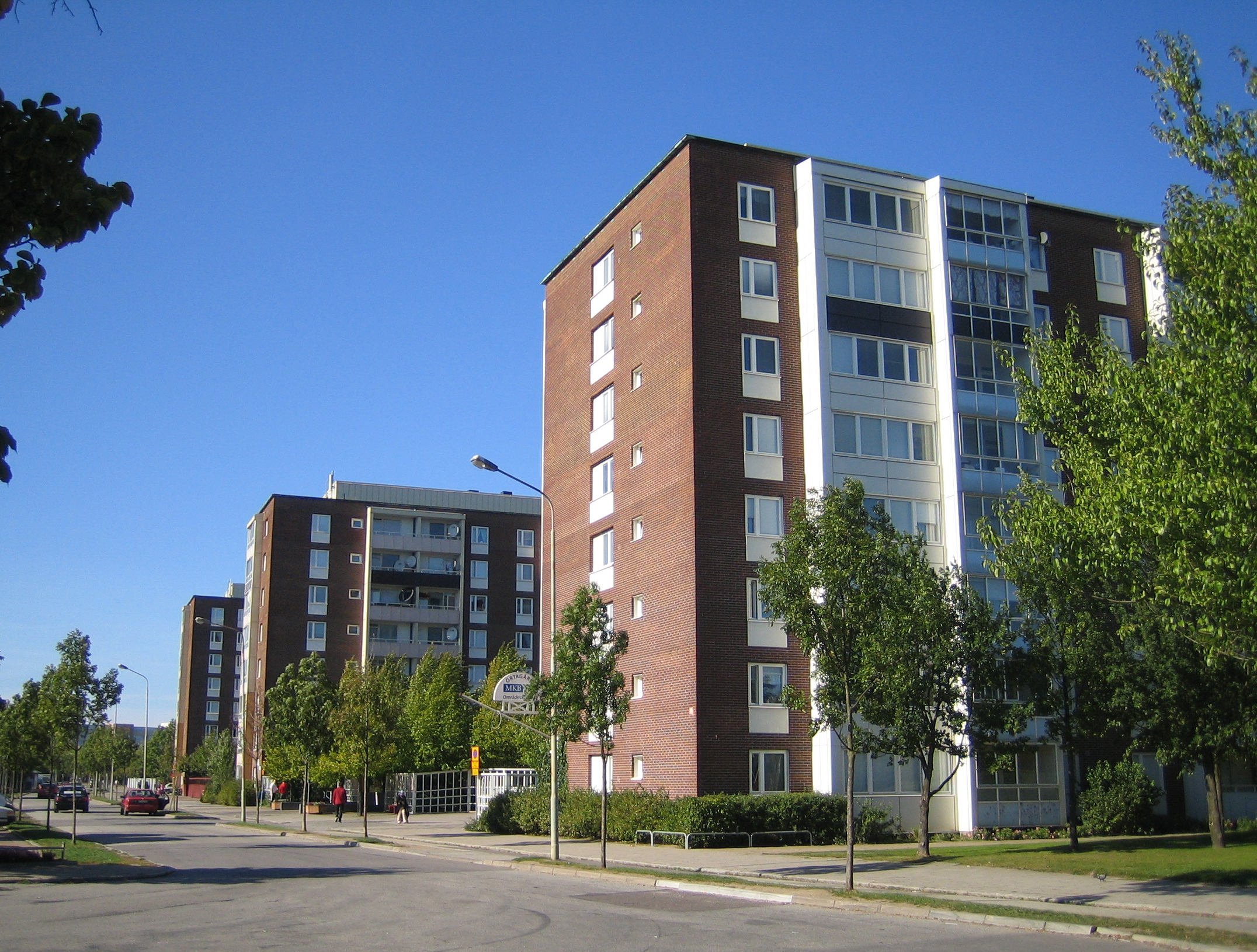
Örtagården i Malmö kommun.

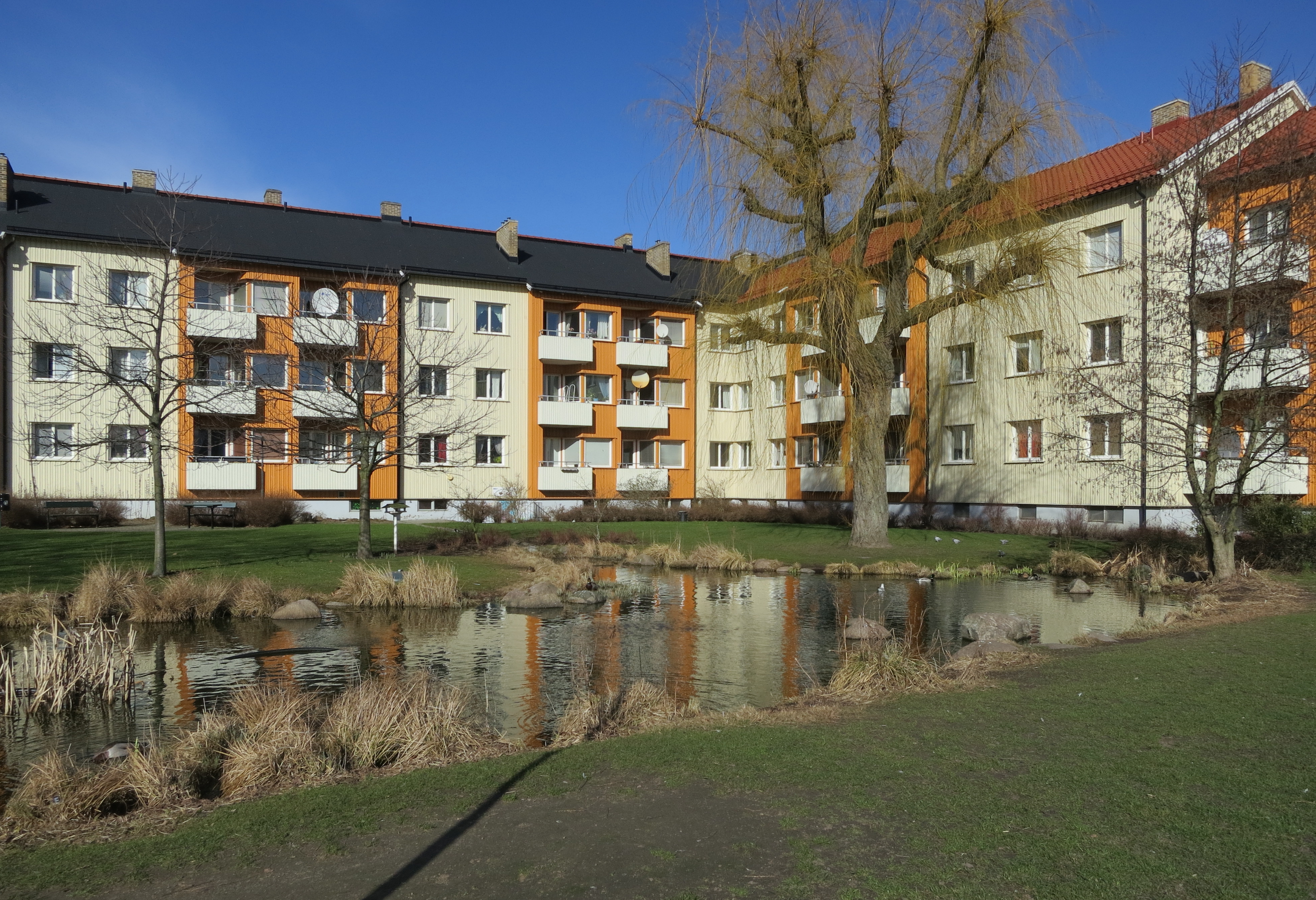
Augustenborg i Malmö kommun.

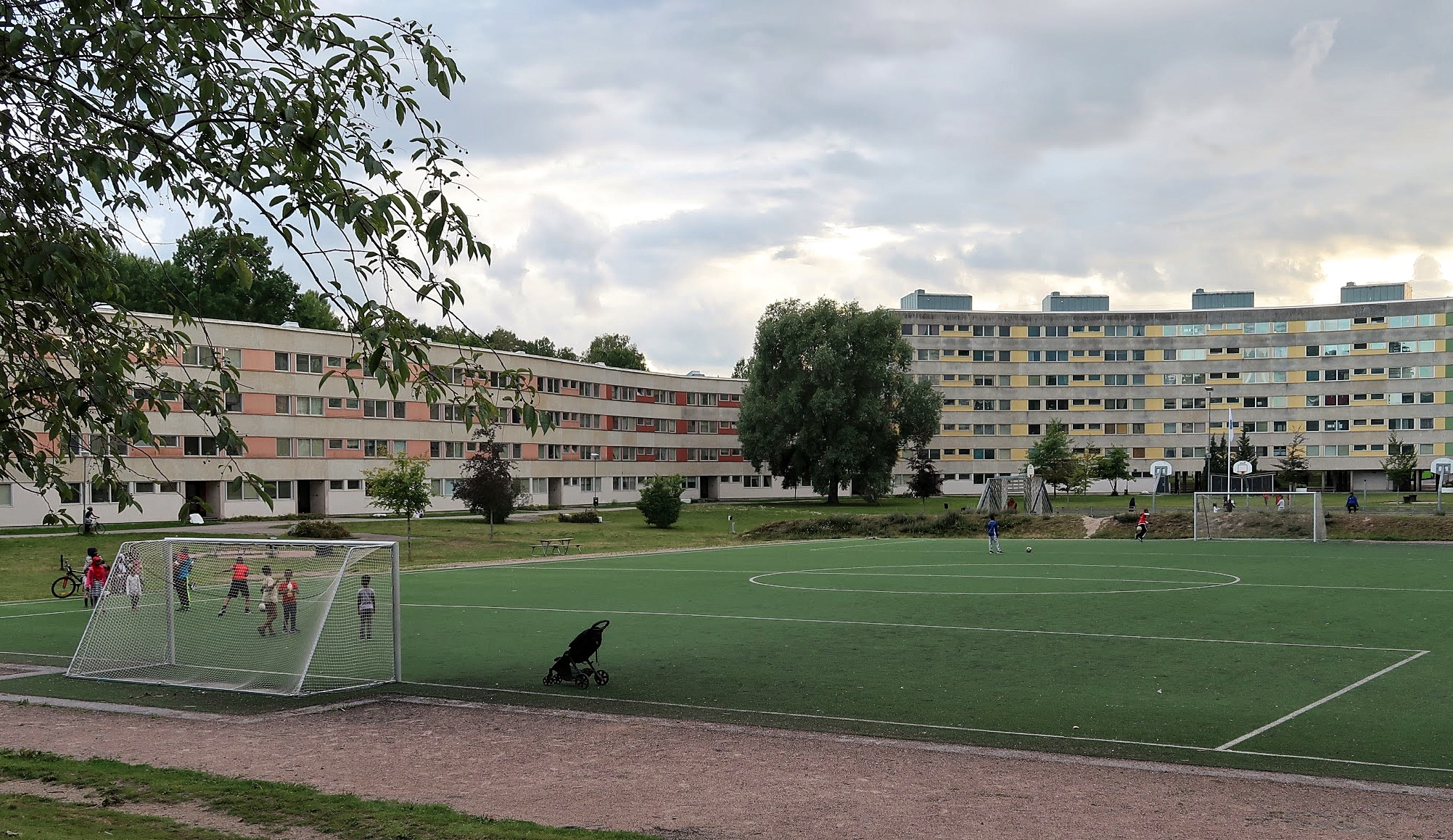
Brandkärr i Nyköpings kommun.

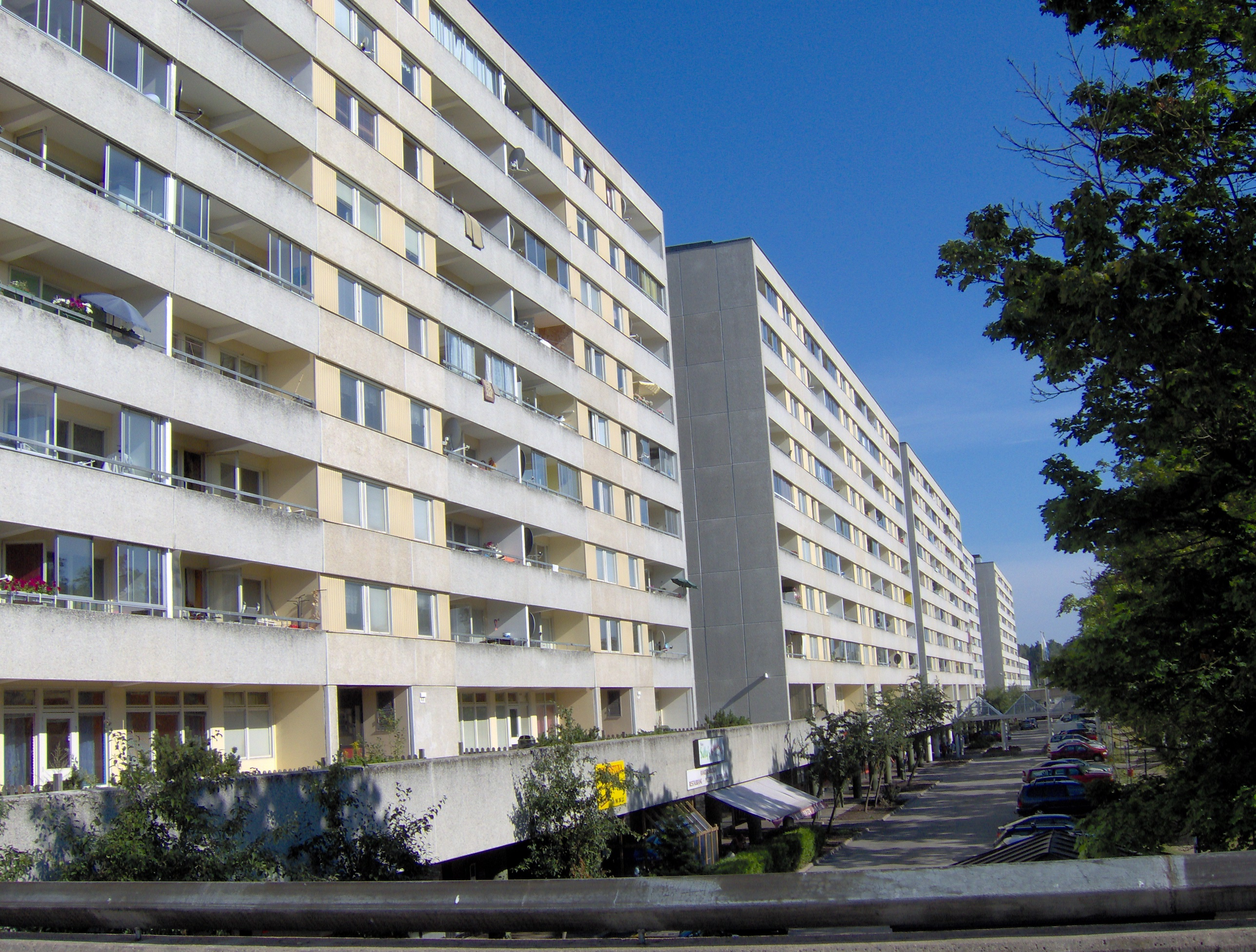
Bagarby i Sollentuna kommun.

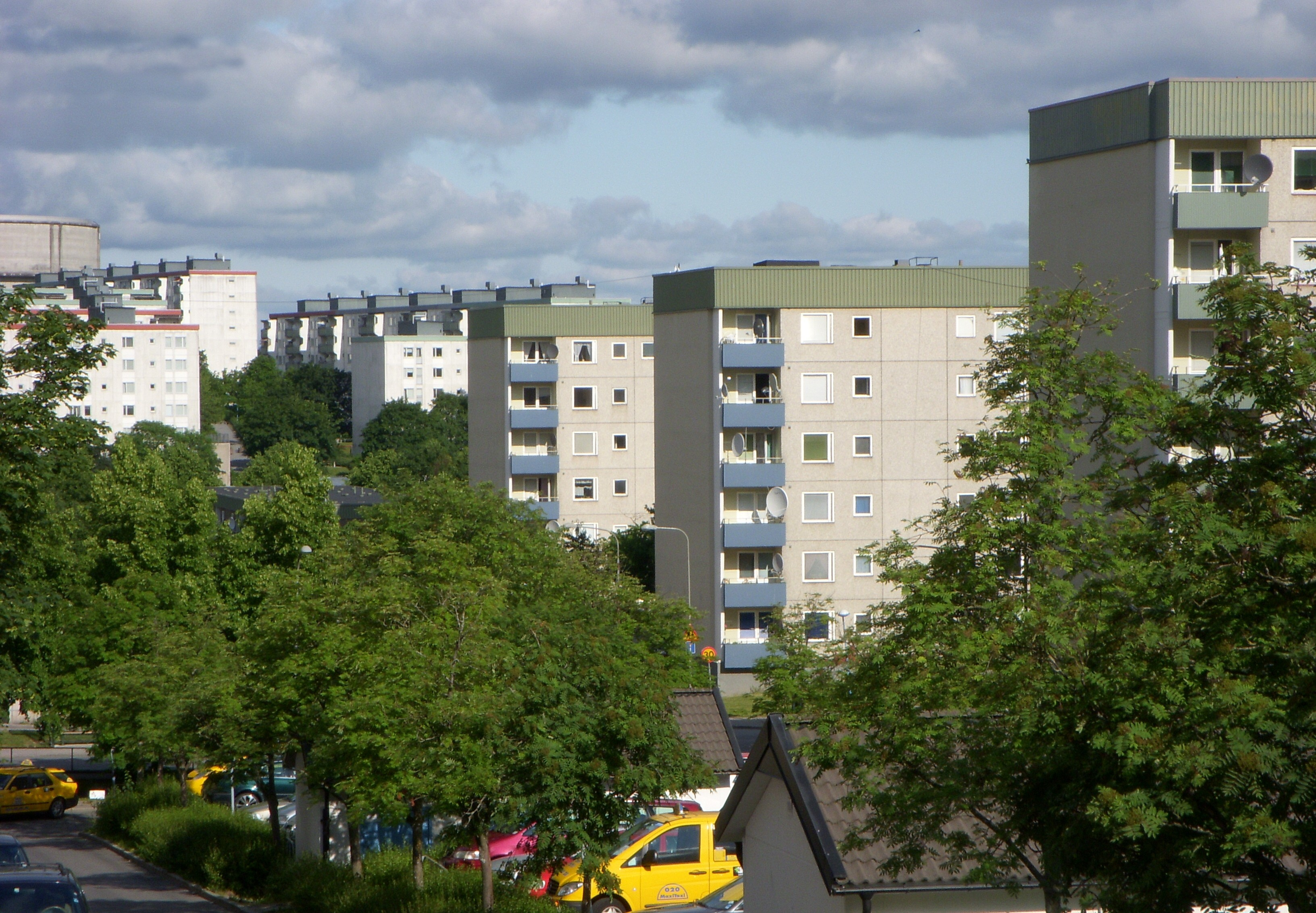
Tensta i Stockholms kommun.

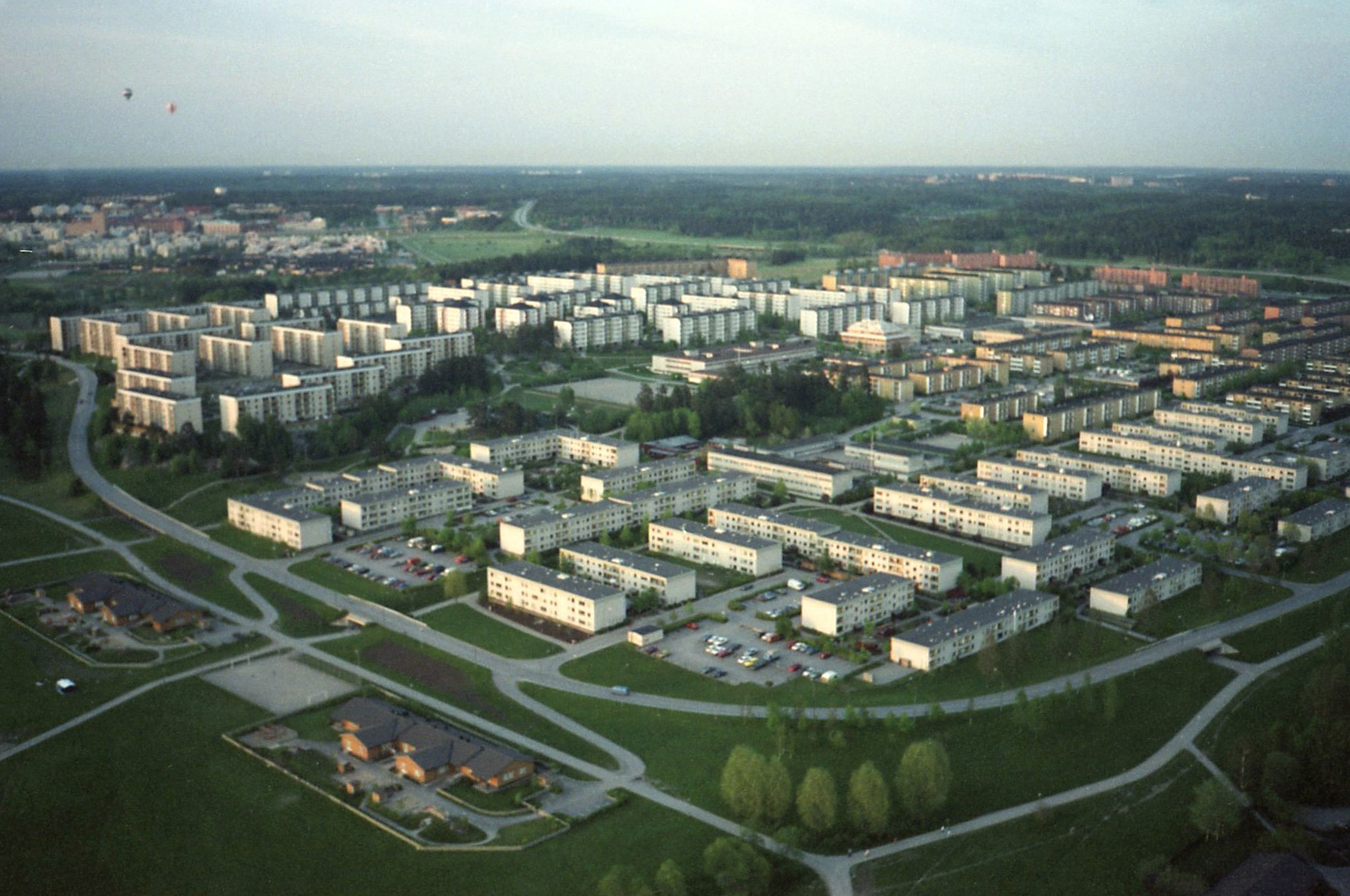
Rinkeby i Stockholms kommun.

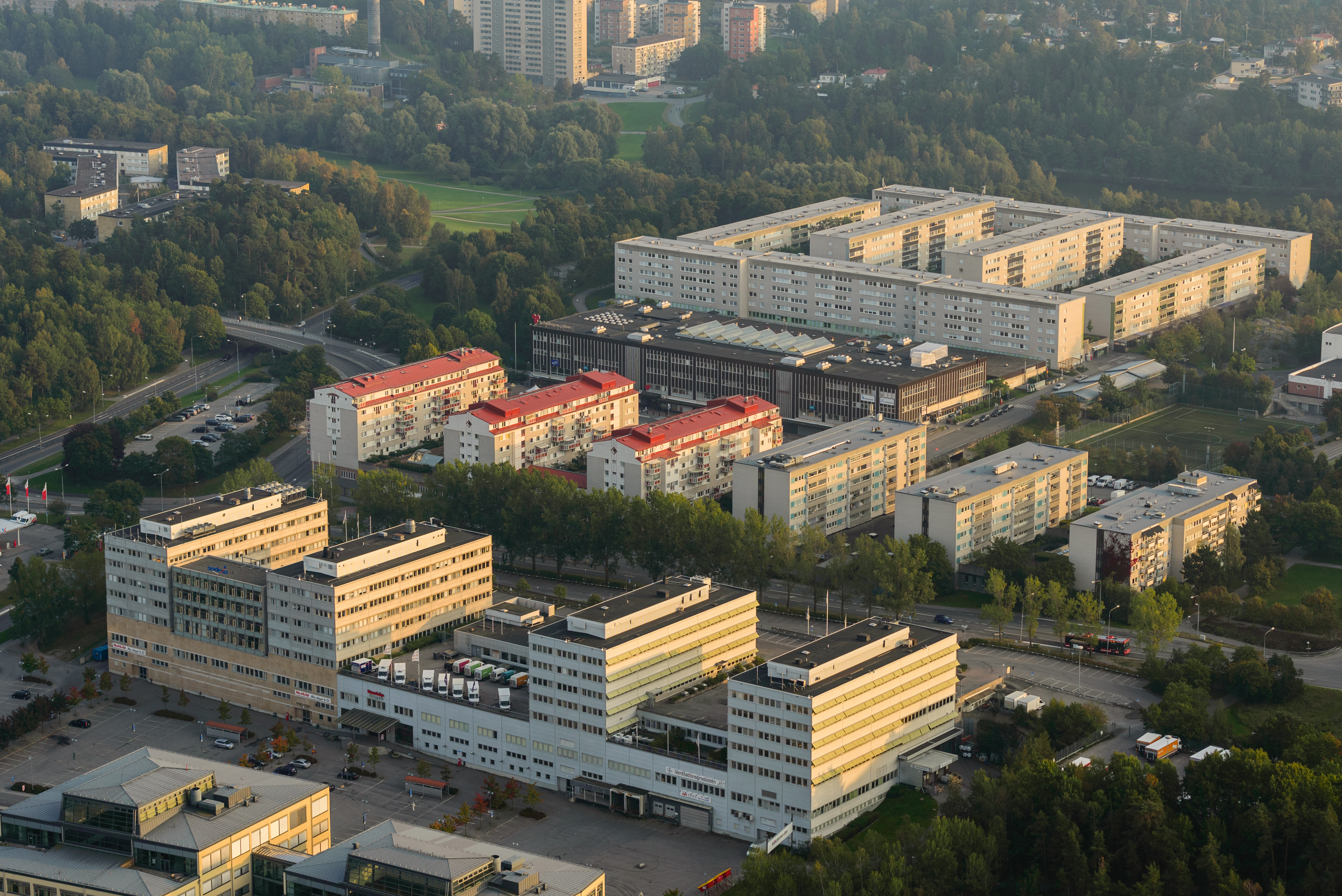
Hallonbergen i Sundbybergs kommun.

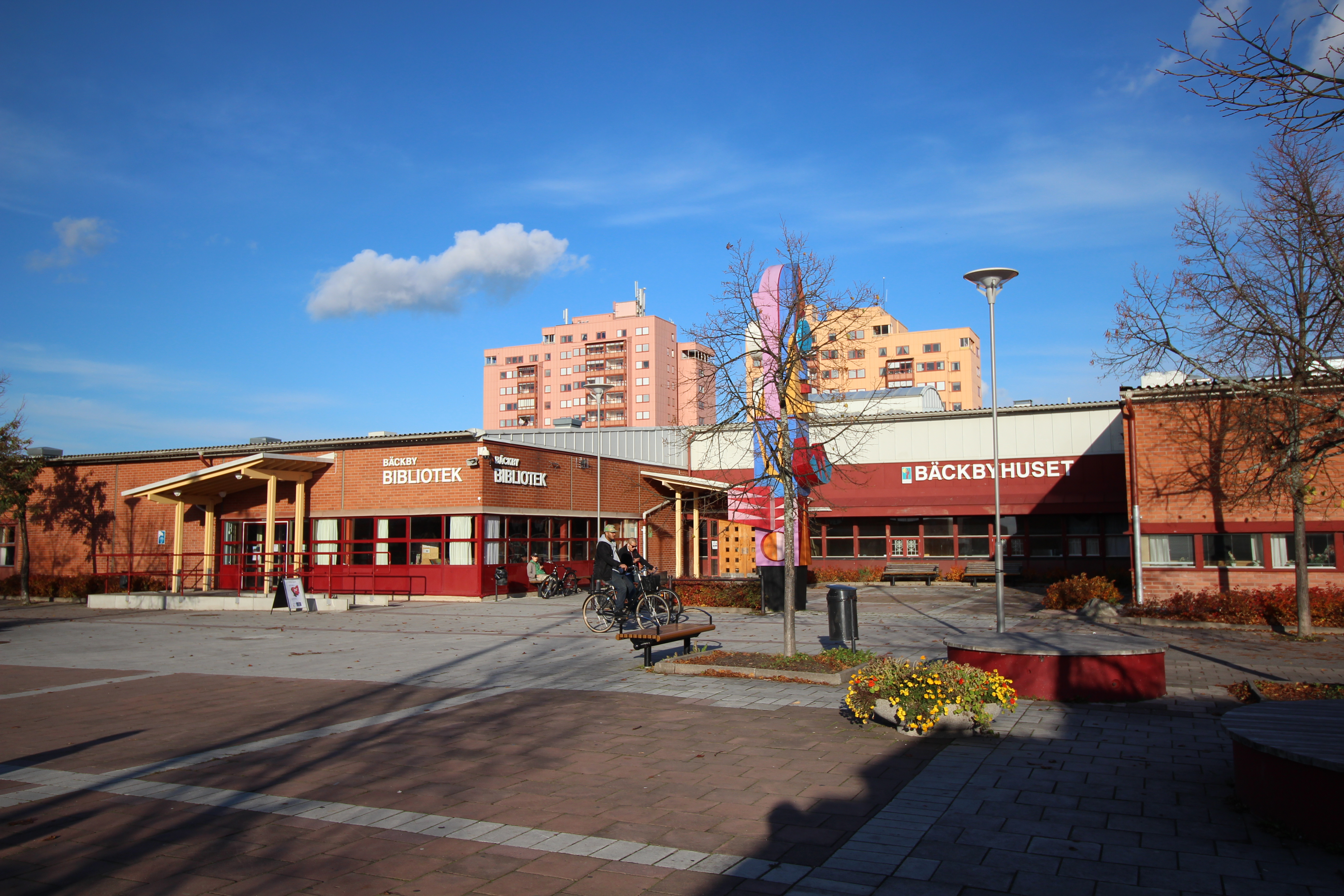
Bäckby i Västerås kommun.

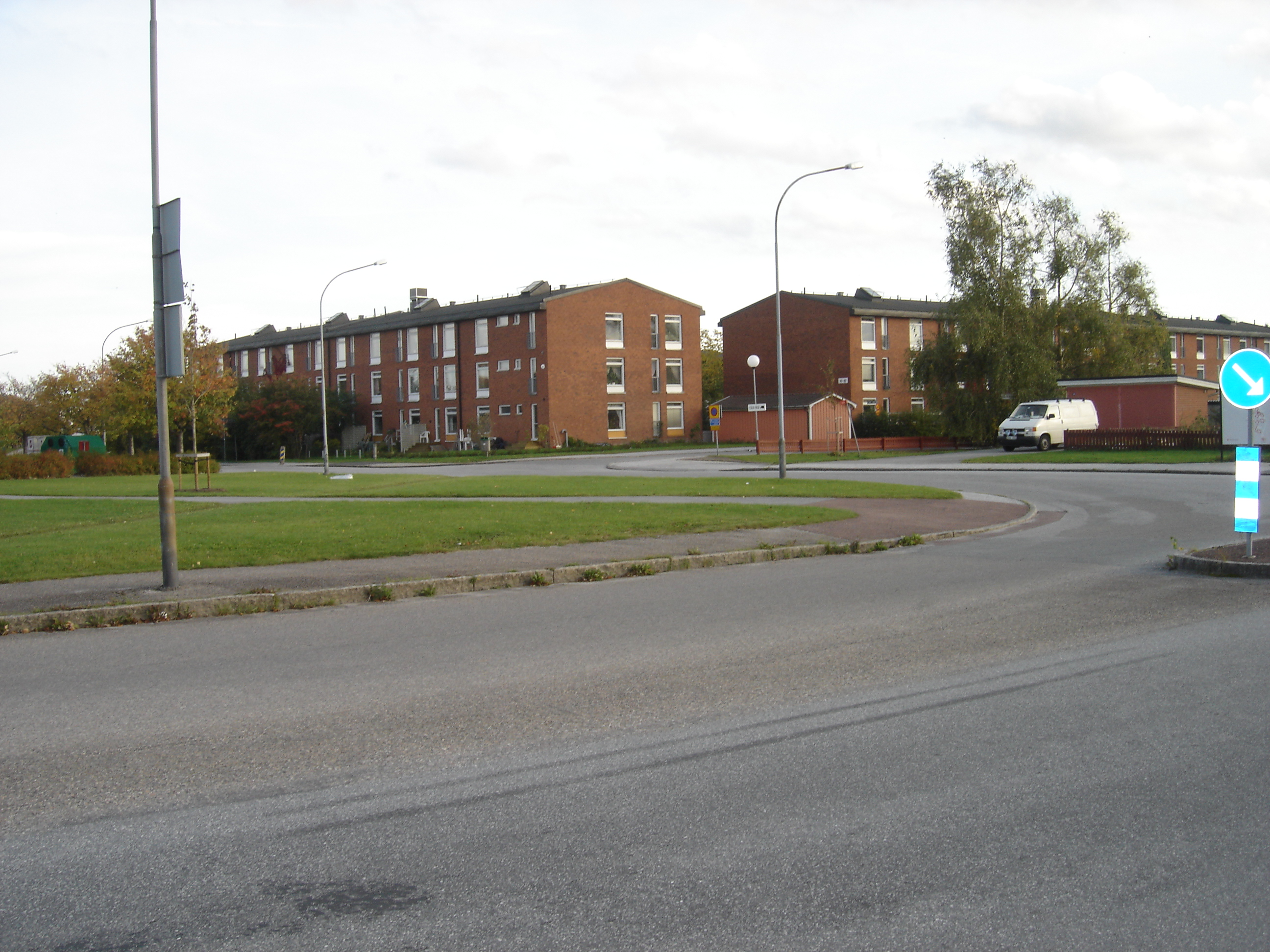
Varberga i Örebro kommun.

| Malmö kommun         | - Heleneholm-Almhög - Hermodsdal-Gullviksborg a - Herrgården norr - Lindängen - Gullviksborg-Hermodsdal syd - Kryddgården - Holma - Emilstorp-Östra kyrkogården-Apelgården - Södra Sofielund - Persborg-Törnrosen - Augustenborg - Örtagården syd-Herrgården syd - Nydala norr - Almvik norr-Lindängen norr - Östra Sorgenfri norr - Möllevången väst - Almvik syd-Lindängen syd - Södervärn-Allmänna sjukhuset-Flensburg - Annelund-Lönngården - Sege öst - Bellevuegården väst - Bellevuegården öst - Hyllievång norr - Fosieby-Kastanjegården - Möllevången syd - Holma-Kroksbäck |
| Motala kommun        | - Ekön-Torvmossen - Charlottenborg-Ekenäs-Grankulla - Väster-Södra Varamon-Gustavsvik |
| Nacka kommun         | - Fisksätra |
| Norrköpings kommun   | - Nordöstra Hageby - Navestad-Åselstad - Sydvästra Hageby - Norra Ljura - Sydöstra Marielund |
| Nyköpings kommun     | - Brandkärr |
| Nässjö kommun        | - Östra Runneryd |
| Ronneby kommun       | - Älgbacken-Hjorthöjden - Ronneby centrum |
| Sandvikens kommun    | - Sandviken västra tätorten - Sandviken centrum |
| Sigtuna kommun       | - Södra Valsta - Tingvalla - Östra Norrbacka - Centrala Valsta - Östra Valsta - Västra Valsta |
| Skara kommun         | - Skara tätort centrala östra |
| Skövde kommun        | - Ryds centrum |
| Sollentuna kommun    | - Bagarby |
| Stockholms kommun    | - Tensta - Rinkeby - Husby - Rågsved - Hässelby Gård - Skärholmen - Älvsjö |
| Sundbybergs kommun   | - Hallonbergen Västra - Hallonbergen Östra |
| Sundsvalls kommun    | - Nacksta - Bredsand |
| Söderhamns kommun    | - Söderhamn centrala staden norr |
| Södertälje kommun    | - Telge-Snäckviken-Torekälla - Ronna centrum-Ronna Park-Västra Ronna - Hovsjö - Fornhöjden - Geneta norra-Bårsta västra - Blombacka - Ronna-Karlhov - Värdsholmen-Södra |
| Säffle kommun        | - Olof Trätälja-Villan-Flå |
| Trollhättans kommun  | - Norra Lextorp-Västra Kronogården-Östra Kronogården - Kronogårds Torg-Frälsegården |
| Uddevalla kommun     | - Norra Dalaberg-Norra Hovhult - Tureborg-Stenbacken |
| Uppsala kommun       | - Södra Valsätra-Norra Gottsunda - Västra Gränby - Västra Gottsunda |
| Vänersborgs kommun   | - Flanaden-Torpaområdet |
| Vetlanda kommun      | - Vetlanda-Upplanda |
| Västerås kommun      | - Västra Pettersberg-Södra Vallby-Källtorp - Östra Bäckby - Västra Råby |
| Växjö kommun         | - Araby-Dalbo-Nydala |
| Åstorps kommun       | - Haganäs |
| Älmhults kommun      | - Älmhult östra |
| Örebro kommun        | - Vivalla - Varberga-Oxhagen - Brickebacken - Baronbackarna |
| Örnsköldsviks kommun | - Björna - Bredbyn - Örnsköldsvik centrum |
| Östersunds kommun    | - Östersund centrum |

## Komplettering
Som en uppföljning på själva rapporten presenterade SCB även en Fördjupad analys om utanförskap.